# Testamentul doctorului Mabuse (film din 1962)
Testamentul doctorului Mabuse (titlul original: în germană Das Testament des Dr. Mabuse) este un film de mister german, realizat în 1962 de regizorul Werner Klingler, după un manuscript de Thea von Harbou. Este un remake după filmul omonim din 1933 al reizorului Fritz Lang protagoniști fiind de data aceasta actorii Gert Fröbe, Senta Berger, Helmut Schmid, Wolfgang Preiss.

## Distribuție
- Gert Fröbe – comisarul Lohmann
- Senta Berger – Nelly
- Helmut Schmid – Johnny Briggs
- Charles Regnier – Mortimer
- Walter Rilla – profesorul Pohland
- Wolfgang Preiss – Dr. Mabuse
- Harald Juhnke – asistentul criminalist Krüger
- Leon Askin – Flocke
- Ann Savo – Heidi-cea șubredă
- Zeev Berlinsky – Gulliver
- Albert Bessler – Joe-Paragraful
- Arthur Schilski – Toni-Gât de fier
- Claus Tinney – Jack, rupătorul de degete
- Alain Dijon – Rolf-Glob ocular
- Alon D'Armand – Frankie-Gaz ilariant
- Rolf Eden – Eddie-Jeton
- Gerhard Hartig – directorul lui Briggs
- Günter Meisner – Henry-Scurtcircuit